# Stade Municipal (Pointe-Noire)
Das Stade Municipal von Pointe-Noire befindet sich im Südwesten der Republik Kongo. Es handelt sich dabei um ein reines Fußballstadion. Es ist Teil eines 2006 eröffneten Sportkomplexes, der insgesamt 20.000 Zuschauern Platz bietet. Das Stadion fasst bei Fußballspielen 13.594 Besucher.